# Stadion Tašmajdan
Stadion Tašmajdan, stadion u Beogradu. Ima više namjena, a nalazi se u sastavu SRC Tašmajdan. Otvoren je 24. siječnja 1954. godine.
Ime potječe iz turskog jezika (taš = kamen i majdan = kop, rudnik), jer je izgrađen na mjestu nekadašnjeg kamenoloma.
Kapacitet stadiona je 10 000 mjesta, a u sklopu njega su dvije sale i teretana. Najviše se koristi za mali nogomet, odbojku, košarku, rukomet, kao i za razne koncerte i kulturno-zabavne manifestacije.
Među prvim natjecanjima na Tašmajdanu su Europsko prvenstvo za košarkašice 1954. i Svjetsko prvenstvo u rukometu za žene 1957., kada je Jugoslavija osvojila brončanu medalju.

## Vanjske poveznice
- Službena web stranica